# CAPS United
Maillots
Actualités
Le CAPS United est un club zimbabwéen de football basé à Harare.

## Palmarès
- Championnat du Zimbabwe (5)
  - Champion : 1979, 1996, 2004, 2005, 2016

- Coupe du Zimbabwe (9)
  - Vainqueur : 1980, 1981, 1982, 1983, 1992, 1997, 1998, 2004, 2008

- Trophée de l'Indépendance (4)
  - Vainqueur : 1992, 1993, 1996, 1997
  - Finaliste : 1986, 1991, 2006

- Coupe de la Ligue du Zimbabwe (5) 
  - Vainqueur : 1996, 1997, 1998, 2002, 2004

- Supercoupe du Zimbabwe (2) 
  - Vainqueur : 1996, 2009
  - Finaliste : 2005